# Il matrimonio inaspettato
Il matrimonio inaspettato è un dramma giocoso in due atti del compositore Giovanni Paisiello basato sul libretto Il marchese villano, scritto da Pietro Chiari per Baldassarre Galuppi.
Fu rappresentata per la prima volta il 1º novembre 1779 (21 ottobre secondo il calendario giuliano) al Kammenïy Ostrov di San Pietroburgo.

## Rappresentazione in tempi moderni e registrazione
Il matrimonio inaspettato fu messo in scena per la prima volta in tempi moderni il 10 maggio 2008 all'Haus für Mozart di Salisburgo in occasione del Festival del 2008. L'esecuzione fu affidata all'Orchestra Giovanile "Luigi Cherubini" e al Salzburger Bachchor sotto la direzione di Riccardo Muti. Il cast era composto da Alessia Nadin (Vespina), Marie-Claude Chappuis (La Contessa di Sarzana), Markus Werba (Giorgino) e Nicola Alaimo (Tulipano). In questa occasione l'opera fu registrata e trasmessa in diretta su Radio Os1. Lo spettacolo fu successivamente ripreso anche in alcuni teatri italiani come il Teatro Alighieri per il Ravenna Festival.